# Bài giảng trên núi

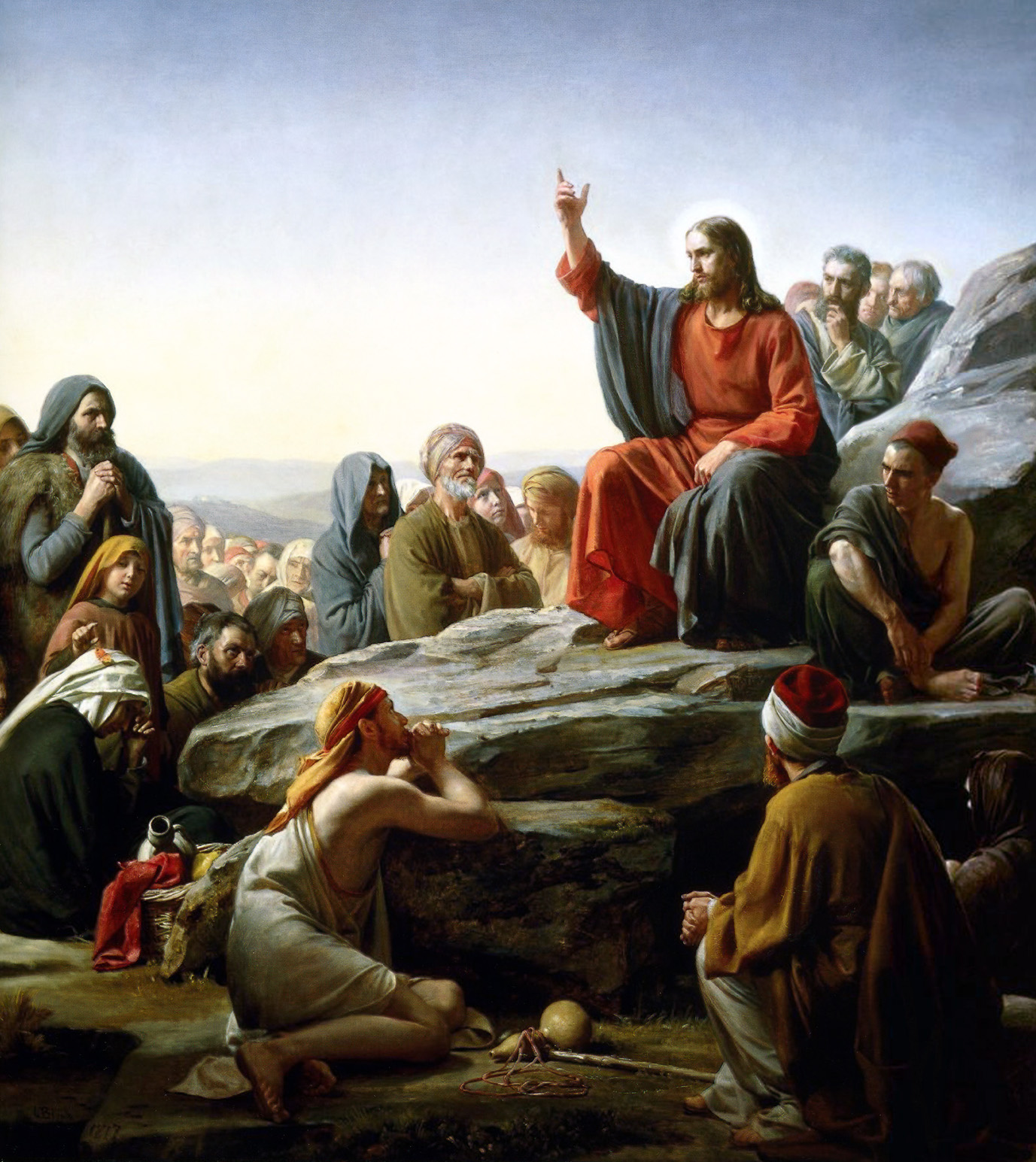
Bài giảng trên núi vẽ bởi Carl Heinrich Bloch

Bài giảng trên núi, theo Phúc âm Matthew, là bài thuyết giáo được Chúa Giêsu giảng cho các môn đệ và đám đông lớn trên một ngọn núi vào khoảng năm 30 CN (Mt 5:1; 7:28). Nơi diễn ra bài giảng được cho là một ngọn núi ở bờ bắc của biển Galilee, gần Capernaum mà ngày nay gọi là núi Bát Phúc. Chi tiết của bài giảng được đúc kết từ Tin mừng Matthew 5-7. Bài giảng trên núi có thể được so sánh với một bài giảng ngắn hơn, Bài giảng trên đất bằng, được trình thuật trong Tin mừng Luke (Luke 6:17–49). Một số nhà bình giảng cho rằng chúng là một bài giảng, một số khác cho rằng Chúa Giêsu thường rao giảng những chủ đề tương tự ở nhiều nơi khác nhau, và một số nhà bình luận khác lại cho rằng không có bài giảng nào thực sự diễn ra, nhưng chúng được Matthew và Luke đúc kết từ những lời giảng chính của Chúa Giêsu.
Có lẽ phần được biết đến nhiều nhất của bài giảng là Tám mối phúc thật ở đầu bài giảng. Bài giảng cũng bao gồm Kinh Lạy Cha và các huấn thị "không trả thù" và "giơ cả má kia", cũng như phiên bản Khuôn vàng thước ngọc của Chúa Giêsu. Các phần khác cũng thường được trích dẫn như "muối của đất," "ánh sáng thế gian," và "đừng xét đoán, để khỏi bị xét đoán." Nhiều người Kitô cho rằng Bài giảng trên núi là để diễn giải (midrash) cho Mười điều răn. Đối với nhiều người, gồm cả những nhà tư tưởng tôn giáo và đạo đức như Tolstoy và Gandhi, Bài giảng trên núi chứa đựng những nguyên lý trung tâm của giáo lý Kitô giáo.

## Cấu trúc của bài giảng
Bài giảng gồm các phần sau:

### Chương 5
- Các mối phúc (Mt 5:1-12)
- Muối của đất và ánh sáng của thế gian (Mt 5:13-16)
- Kiện toàn luật Moses và lời các ngôn sứ (Mt 5:17-19)
- Đức công chính của người môn đệ (Mt 5:20)
- Đừng giận ghét (Mt 5:21-26)
- Chớ ngoại tình (Mt 5:27-30)
- Đừng ly dị (Mt 5:31-32)
- Đừng thề thốt (Mt 5:33-37)
- Chớ trả thù (Mt 5:38-42)
- Phải yêu kẻ thù (Mt 5:43-48)

### Chương 6
- Bố thí kín đáo (Mt 6:1-4)
- Cầu nguyện nơi kín đáo (Mt 6:5-6)
- Kinh "Lạy Cha" (Mt 6:7-15)
- Ăn kiêng kín đáo (Mt 6:16-18)
- Của cải trên trời (Mt 6:19-21)
- Đèn của thân thể (Mt 6:22-23)
- Không thể vừa làm tôi Thiên Chúa vừa làm tôi Tiền Của (Mt 6:24)
- Tin tưởng vào Chúa quan phòng (Mt 6:25-34)

### Chương 7
- Đừng xét đoán, để khỏi bị Thiên Chúa xét đoán (Mt 7:1-5)
- Đừng quăng của thánh cho chó (Mt 7:6)
- Cứ xin thì sẽ được (Mt 7:7-11)
- Khuôn vàng thước ngọc (Mt 7:12)
- Hai con đường (Mt 7:13-14)
- Cây nào trái ấy (Mt 7:15-20)
- Môn đệ chân chính (Mt 7:21-27)
- Lời kết (Mt 7:28-29)